# Day ’n’ Nite (Kid Cudi-dal)
A Day ’n’ Nite egy dal Kid Cudi, amerikai hiphop előadó első kislemeze. A számot Cudi írta és producerként is dolgozott rajta Dot da Genius-szal együtt. 2008. február 5-én jelent meg hivatalosan, de kiszivárgott már 2007 decemberében.
A dal eredetileg Cudi A Kid Named Cudi (2009) mixtapején jelent meg és az első kislemez volt a debütáló stúdióalbumáról, a Man on the Moon: The End of Dayről (2009). A számból azóta több, mint 5 millió példányt adtak el az Egyesült Államokban, ezzel ötszörös platinalemez minősítést elérve. A harmadik helyet érte el a Billboard Hot 100-on. A 15. helyet kapta a 2009. 25 legjobb dala listán, amelyet a Rolling Stone állított össze illetve a hetedik helyet foglalta el a Complex Az évtized 100 legjobb dala listán.

## Háttér
Mikor fiatal volt, Cudi szülővárosából Clevelandből, New Yorkba költözött, hogy zenei karrierjében előre léphessen. Amikor megérkezett a nagybátyjával lakott, aki később kirakta a házából, ami a Day ’n’ Nite megírásához vezetett:
A nagybátyám, akivel éltem 2006-ban meghalt. Éppen elég rossz kapcsolatban voltunk, mert kirakott a házából, amikor még nem volt egy másik, biztos megélhetésem. Soha nem kértem tőle bocsánatot és ez a mai napig fáj. Ezért írtam a Day ’n’ Nite-ot. Ha nem engedte volna meg, hogy vele lakjak, ma nem lenne Kid Cudi. Teljesen tönkretett, amikor meghalt, de úgy éreztem most már be kell teljesítenem a sorsom. Megvolt a Day ’n’ Nite, dolgoztunk rajta és úgy voltam vele, hogy ennek sikeresnek kellett lennie. Nem fogadtam el nemet válaszként.
Cudi debütáló albumán a Man on the Moon: The End of Dayen a dal Day ’n’ Nite (Nightmare) címen jelent meg. Egy 2012-es interjúban Cudi elmondta, hogy az 1991-es Geto Boys Mind Playing Tricks on Me című száma inspirálta arra, hogy megírja a Day ’n’ Nite-ot. „A My Mind Playing Tricks On Me az egyik kedvenc számom. Annyira szeretem és akartam belőle csinálni egy saját verziót. Ebből lett a Day ’n’ Nite.”

## Kiadása
A kislemez 2008. február 5-én jelent meg digitális letöltésként. Még azelőtt jelent meg, mielőtt Cudi aláírt volna a GOOD Music-hoz. A dal eredetileg Cudi első hivatalos munkáján, az A Kid Named Cudi mixtapején jelent meg, közreműködésben a 10.Deep márkával. Ez után döntött úgy Kanye West, hogy a rappert a szárnyai alá veszi.

### Crookers Remix
A Day ’n’ Nite 2008 júniusában lett remixelve az olasz producer páros, a Crookers által. 2009 januárjában jelentették meg az Egyesült Királyságban. A Crookers Remix nagyon sikeres volt, a UK Kislemezek slágerlistán második helyen végzett és több európai listán is a legjobb 20 pozíció egyikén kapott helyet. Európában nagy népszerűségnek örvendett a remix. A Studio Brussels belga rádióállomáson a hét dala címet is megkapta. Egy videoklip is megjelent a verzióhoz Cudi jóváhagyása nélkül. A blogján írt erről és megkért minden bloggert, hogy távolítsák el az oldalaikról a videót. A Crookers Remix második helyen debütált az Egyesült Királyságban, csak Lady Gaga Just Dance-e mögött és három hétig foglalta el ezt a pozíciót. A Crookers Remixet gyakran lehet koncertjei közben hallani, az eredeti verzió folytatásaként. A Beatport Music díjátadón megnyerte a Legjobb Indie Dance/Nu Disco díjat.

## Videóklipek
A Day ’n’ Nite-hoz három videóklipet forgattak. Az első So-Me francia rendező rendezte, aki korábban dolgozott Justice D.A.N.C.E. és Kanye West Good Life klipjein is. A klipben Cudi Los Angelesben sétálgat és mindennapi dolgokat csinál, mint pizzát eszik, bevásárol és beül egy bárba, de a grafikák ezt átviszik egy fantáziavilágba. Ezek a fantáziák utalások az Óz, a nagy varázslóra, majd később átalakulnak Cudi vágyába, hogy zenéljen. Lényegében az egész klip egy játék a „lonely stoner” témán, akinek a valósága átalakul, mert „fel tudja szabadítani az elméjét” (angolul: „free his mind,” utalás kannabisz használatra, többször is előkerül a szám dalszövegében). A klipben szerepel a The Smogcutter bár és az ikonikus videójátékterem, a Family Arcade. A klip 10. helyet kapott a BET 2009 Top 100 videója listán. YouTube-on több, mint 145 millió megtekintést gyűjtött össze.
A második verziót a Crookers Remixhez készítették. A videóban Cudi egy tipikus brit sarki kisbolt eladójaként dolgozik, melynek a neve Day ’n’ Nite. A klipben található utalás arra, hogy miután a főnöke egyedül hagyta a bolt kulcsaival, Cudi marihuánát fogyasztott. A videóban Cudinak több hallucinációja van, nők vetkőznek előtte vagy táncolnak neki. A klip elején Cudi főnöke nem tudja rendesen kiejteni Budi (Cudi karaktere) nevét, ami egy utalás arra, hogy mikor Cudi először ismert lett, sokan „Kid Cooty”-nak ejtették nevét. Érdekesség még, hogy a boltban az összes termék brit és az ára mindennek fontban van, kivéve a pult mögötti termékek, amelyeknek pedig dollárban vannak feltüntetve árai. Ugyanígy Cudi főnökének az akcentusa brit, míg a rendőrnő, aki később belép, amerikai öltözetben van.
A harmadik klip (szintén a Crookers Remixhez) a másik kettő előtt volt felvéve 2008-ban. A videó még az előtt készült, hogy Cudi aláírt volna a Universal Motown-hoz, 250 dolláros költségvetésből.  A videóklipet a BBGUN rendezte, akiknek ez volt a debütálása rendezőként és 2009 szeptemberében premierelt a Pitchforkon.

## Feldolgozások és remixek
A dalból készült egy paródia "Weird Al" Yankovic 13. stúdióalbumán, az Alpocalypse-en. A Day 'n' Nite-ot szintén feldolgozta az amerikai alternatív rock együttes, Sugar Ray egy koncertjükön. Ugyanígy feldolgozta a ChainGang és Little Boots. Travis Scott through the late night című dalán is előkerül, amelyet Cudival együtt készített a Birds In The Trap Sing McKnight albumra.

## Formátumok és számlista
USA
|    | Cím                                               | Hossz |
| -- | ------------------------------------------------- | ----- |
| 1. | Day ’n’ Nite                                      | 3:42  |
| 2. | Day ’n’ Nite (Instrumental)                       | 3:43  |
| 3. | Day ’n’ Nite (Jokers of the Scene Extended Remix) | 7:21  |
| 4. | Dat New New                                       | 4:14  |
| 5. | Dat New New (Clean)                               | 4:14  |
| 6. | Dat New New (Instrumental)                        | 3:49  |

UK CD 1
|    | Cím                              | Hossz |
| -- | -------------------------------- | ----- |
| 1. | Day ’n’ Nite (Radio Edit)        | 2:43  |
| 2. | Day 'n' Nite (Mobin Master Edit) | 3:10  |

UK CD 2
|    | Cím                                  | Hossz |
| -- | ------------------------------------ | ----- |
| 1. | Day ’n’ Nite (Radio Edit)            | 2:43  |
| 2. | Day ’n’ Nite (Club Mix)              | 4:41  |
| 3. | Day ’n’ Nite (Mobin Master Remix)    | 7:18  |
| 4. | Day ’n’ Nite (Bimbo Jones Vocal Mix) | 8:11  |
| 5. | Day ’n’ Nite (D.O.N.S. Remix)        | 7:32  |
| 6. | Day ’n’ Nite (Agent X Remix)         | 5:11  |
| 7. | Day ’n’ Nite (TC Remix)              | 4:06  |
| 8. | Day ’n’ Nite (Music video)           | 3:05  |

UK 12 hüvelykes hanglemez
|    | Cím                                  | Hossz |
| -- | ------------------------------------ | ----- |
| 1. | Day ’n’ Nite (Club Mix)              | 4:41  |
| 2. | Day ’n’ Nite (Mobin Master Remix)    | 7:18  |
| 3. | Day ’n’ Nite (Bimbo Jones Vocal Mix) | 8:11  |
| 4. | Day ’n’ Nite (D.O.N.S. Remix)        | 7:32  |

US 12 hüvelykes hanglemez
|    | Cím                                      | Hossz |
| -- | ---------------------------------------- | ----- |
| 1. | Day ’n’ Nite (main)                      |       |
| 2. | Day ’n’ Nite (instrumental)              |       |
| 3. | Day ’n’ Nite (Jokers of the Scene Remix) |       |
| 4. | Dat New New (dirty)                      |       |
| 5. | Dat New New (clean)                      |       |
| 6. | Dat New New (instrumental)               |       |

## Slágerlisták
| Slágerlisták (2008–2009)                         | Legmagasabb pozíció |
| ------------------------------------------------ | ------------------- |
| Ausztrál kislemezlista (ARIA)                    | 15                  |
| Belga kislemezlista (Ultratop 50 Flanders)       | 2                   |
| Belga kislemezlista (Ultratop 50 Wallonia)       | 3                   |
| Brit kislemezlista (OCC)                         | 2                   |
| Kanadai kislemezlista (Canadian Hot 100)         | 10                  |
| Dán kislemezlista (Tracklisten)                  | 11                  |
| Európai kislemezlista (European Hot 100 Singles) | 8                   |
| Finn kislemezlista (Suomen virallinen lista)     | 18                  |
| Francia kislemezlista (SNEP)                     | 8                   |
| Holland kislemezlista (Dutch Top 40)             | 4                   |
| Holland kislemezlista (Single Top 100)           | 4                   |
| Ír kislemezlista (IRMA)                          | 13                  |
| Magyar kislemezlista (Dance Top 40)              | 8                   |
| Magyar kislemezlista (Rádiós Top 40)             | 18                  |
| Német kislemezlista (Official German Charts)     | 13                  |
| Osztrák kislemezlista (Ö3 Austria Top 40)        | 19                  |
| Svájci kislemezlista (Schweizer Hitparade)       | 18                  |
| Svéd kislemezlista (Sverigetopplistan)           | 31                  |
| US Billboard Hot 100                             | 3                   |
| US Dance Club Songs (Billboard)                  | 42                  |
| US Dance/Mix Show Airplay (Billboard)            | 2                   |
| US Hot R&B/Hip-Hop Songs (Billboard)             | 5                   |
| US Mainstream Top 40 (Billboard)                 | 16                  |
| US Rhythmic (Billboard)                          | 1                   |
| Új-zélandi kislemezlista (Recorded Music NZ)     | 11                  |

| Slágerlista (2009)                                        | Pozíció |
| --------------------------------------------------------- | ------- |
| Ausztrál kislemezlista (ARIA) Crookers Remix              | 84      |
| Osztrák kislemezlista (Ö3 Austria Top 40) Crookers Remix  | 59      |
| Belga kislemezlista (Ultratop 50 Flanders) Crookers Remix | 10      |
| Belga kislemezlista (Ultratop 50 Wallonia) Crookers Remix | 17      |
| Kanadai kislemezlista (Canadian Hot 100)                  | 62      |
| Magyar kislemezlista (Dance Top 40)                       | 24      |
| Magyar kislemezlista (Rádiós Top 40)                      | 77      |
| Holland kislemezlista (Dutch Top 40) Crookers Remix       | 58      |
| Holland kislemezlista (Single Top 100) Crookers Remix     | 88      |
| Orosz Airplay kislemezlista (Tophit) Crookers Remix       | 186     |
| Svájci kislemezlista (Schweizer Hitparade) Crookers Remix | 50      |
| Brit kislemezlista (Official Charts Company)              | 33      |
| US Billboard Hot 100                                      | 28      |
| US Dance/Mix Show Airplay (Billboard)                     | 8       |
| US Hot R&B/Hip-Hop Songs (Billboard)                      | 59      |
| US Rhythmic (Billboard)                                   | 6       |

## Minősítések
| Régió                    | Minősítés       | Darabszám |
| ------------------------ | --------------- | --------- |
| Ausztrália (ARIA)        | Aranylemez      | 35 000    |
| Belgium (BEA)            | Aranylemez      |           |
| Egyesült Államok (RIAA)  | 5x Platinalemez | 5 000 000 |
| Egyesült Királyság (BPI) | Platinalemez    | 600 000   |
| Olaszország (FIMI)       | Aranylemez      | 35 000    |
| Új-Zéland (RMZN)         | Aranylemez      | 7,500     |

## Díjak, jelölések
| Év   | Jelölt munka | Díj                                     | Eredmény |
| ---- | ------------ | --------------------------------------- | -------- |
| 2008 | Day ’n’ Nite | BET Hip Hop Díj Az év számáért          | Jelölve  |
| 2008 | Day ’n’ Nite | BET Hip Hop Díj Az év hiphop videójáért | Jelölve  |

| Év   | Jelölt munka                  | Díj                                                         | Eredmény |
| ---- | ----------------------------- | ----------------------------------------------------------- | -------- |
| 2009 | Day ’n’ Nite (Crookers Remix) | Beatport Music Díj A legjobb Indie Dance / Nu Disco számnak | Elnyerte |

| Év   | Jelölt munka | Díj                                        | Eredmény |
| ---- | ------------ | ------------------------------------------ | -------- |
| 2009 | Day ’n’ Nite | MTV Music Video Díj A legjobb új előadónak | Jelölve  |

| Év   | Jelölt munka | Díj                                           | Eredmény |
| ---- | ------------ | --------------------------------------------- | -------- |
| 2010 | Day ’n’ Nite | Grammy-díj a legjobb rap solo teljesítményért | Jelölve  |
| 2010 | Day ’n’ Nite | Grammy-díj a legjobb rap dalnak               | Jelölve  |